# 2017年金馬國際影展
2017年金馬國際影展是在2017年11月3日至11月23日，於臺灣的台北舉辦。

## 獎項
亞洲電影促進聯盟
- 奈派克獎：《告別茉莉》
- 亞洲電影觀察團推薦獎：《祝你生日劊樂》

## 外部連結
- 金馬國際影展（页面存档备份，存于）